# Syncephalis tranzschelii
Syncephalis tranzschelii är en svampart som beskrevs av Naumov 1935. Syncephalis tranzschelii ingår i släktet Syncephalis och familjen Piptocephalidaceae.   Inga underarter finns listade i Catalogue of Life.